# 日本交通標誌

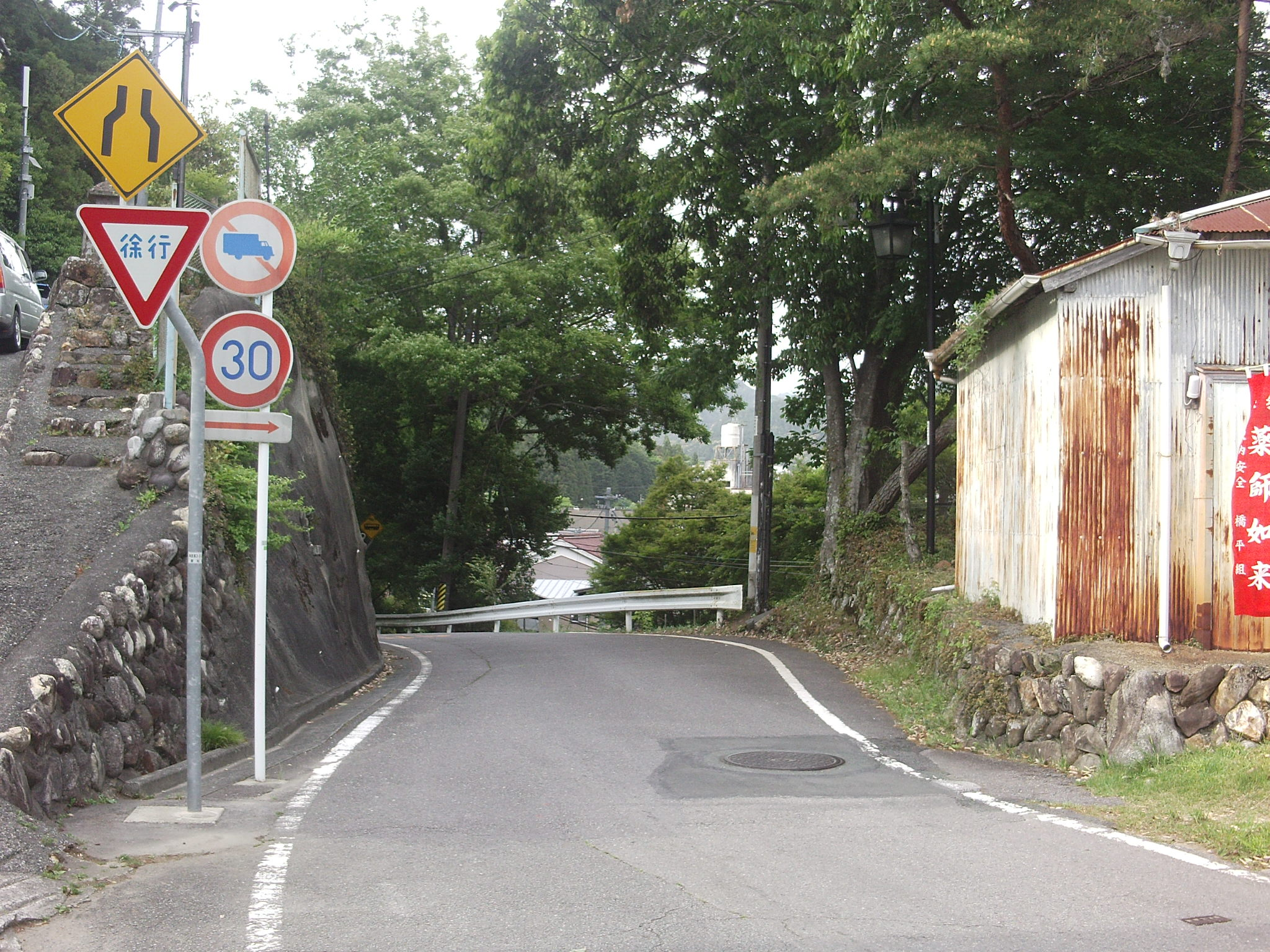
不同管理者豎立的交通標誌例子。照片前方的「道路收窄」及「慢駛」是由該路段的道路管理機構所設置；後方的「不准大型貨車駛入」「最高時速30公里」等標誌則由公安委員會所設置。兩個機構設置的標誌由兩支不同的柱所豎立。

日本交通標誌的設立，基本上是由兩大機構負責。一是基於日本的《道路交通法》由各都道府縣下設的各個公安委員會所設立；又或基於《道路法》由該路段的道路管理機構（國土交通省、各都道府縣又或NEXCO）所設置。日本的交通標誌大致分為兩大類：正式標誌（本標識）及輔助標誌（補助標識）。當中在「正式標誌」之上再細分4類：資訊性標誌（案内標識）、警告性標誌（警戒標識）、強制性標誌（規制標識）及指示性標誌（指示標識）。

## 概要

### 標誌大小

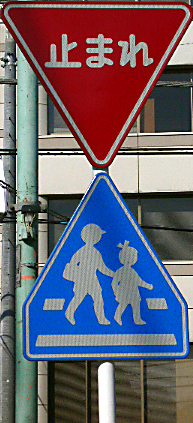
「停車」（330）及「前方有行人橫路處」（407）例子，

日本相關道路法規，對交通標誌的大小有所規定。在一般速度限制在時速60公里以上的道路上，標誌會比標准規定放大2倍；在時速100公里以上的道路上更會被放大2.5倍，以保持標誌在高速經過時的可閱性。
從來，在日本的所有道路上使用的交通標誌標准，都是基於《有關交通標誌、劃線及道路標示的指令》（道路標識、区画線及び道路標示に関する命令）（下稱『標誌令』）」所規定。但在地方分權的概念之下，自2012年4月1日起，在各都道府縣的道路及各市町村的道路上使用的交通標誌的大小，都改為概據作為該路段的道路管理機構的各級自治體的條例所訂明。該段法律具體內容，亦即《道路法》第45條的修訂內容如下：外部參考 （页面存档备份，存于）
道路法第45條第3項　在各都道府縣的道路又或各市町村的道路上設置的交通標誌之中，因應內閣府令・國土交通省令而訂明的大小尺寸，無論之前的規定如何，如今都須因應同項的內閣府令・國土交通省令的規定而作出酌情，改為由該當都道府縣的道路又或市町村的道路的道路管理機構，亦即道路所在的地方公共團體的條例來訂明。
藉着上述的法規修訂，諸如金澤市等曾因景觀上的觀點而表達出希望設置較小型的交通標誌的方針，但因違反了當初的《標識令》而一直不被認可（《標識令》別表第二備考一（二）1及（五）2）。結果藉着這次修訂，該市向內閣府以「標誌特區」的名義來申請，終在2006年3月獲得國會認可，成為了地方的交通標誌的大小首次由各地方自己決定，而不必遵守國家法規的先例。

### 標誌物料
板面物料
板面物料一般使用厚度2毫米的鋁合金板，但亦有『普通鋼板』、『防銹處理鋼板』、『合成樹脂板』、『蜂窩狀夾板』、『聚乙烯夾板』及『亞克力板』等物料製作的板面。
支柱物料
支柱物料一般使用鋼柱或鋁合金製的支柱，但亦有『鋼管』、『Ｈ型鋼』、『錐型鋼柱』、『不銹鋼柱柱』等物料製作的支柱。
反光物料

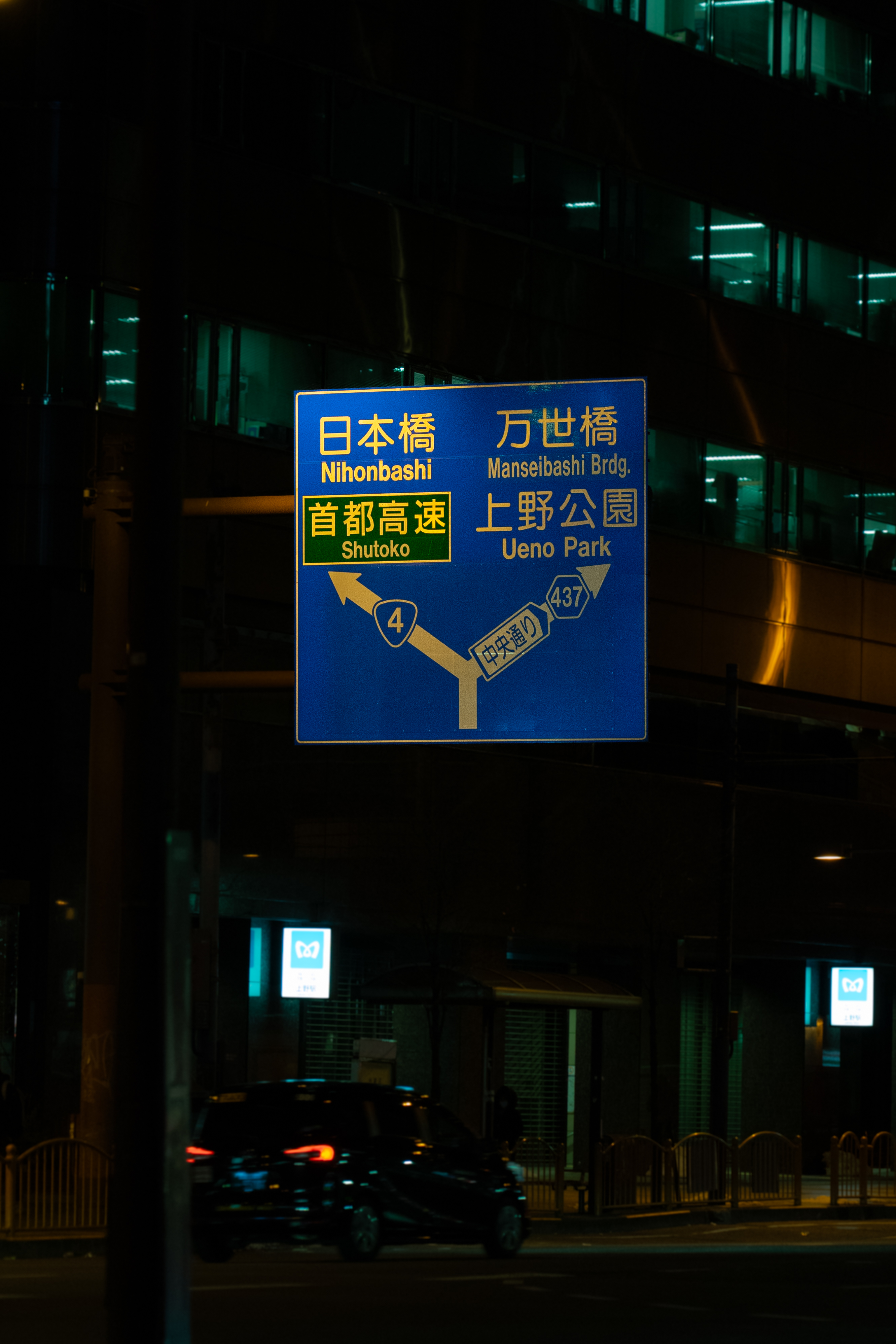
東京昭和通上野段的路牌，其物料能於夜晚反射來車及周遭光線，使駕駛者能清晰閱讀路牌。

當初的標誌曾採用鏡片封入式的玻璃珠塗面作反光物料，但隨着比前述物料的反光率高約4倍（以白色來比較）的物料成功開發後，用於交通標誌上的反光物料則開始陸續更換成新的反光物料。最近更開發了反光率比原物料高出30倍（以白色來比較）的棱型鏡片封入式塗面，其高效能的反光性能連只有僅微的光線也能反射，有效地提升了夜間又或能見度下降時交通標誌的可閱性。

### 標誌顏色
在交通標誌上採用的顏色均嚴格遵從日本产业規格（JIS），稱為「JIS安全色」。這種JIS安全色除交通標誌外，一般日本國內的緊急出口等安全標誌都有被大量採用。於標誌上使用的紅色、綠色、藍色和黃色等，在JIS安全色中的孟塞爾顏色系統值如下：（系統値旁括號內的RGB值是根據標準引導用圖案符號的GIF版檔案中所使用的相等顏色值）。紅色：7.5R4/15 (251, 28, 42)、綠色：10G4/10 (1, 115, 86)、藍色：2.5PB3.5/10 (11, 73, 157)、黃色：2.5Y8/14 (255, 217, 0)。

### 標誌字體
日本高速公路的資訊性標誌曾長期使用通稱「公團文字」的原創字體，後於2010年決定廢止。
漢字及日語假名的字體（以首都高速道路為例）
在【首都高速道路】上使用的標誌，原則上都使用「Morisawa新黑體M」字體。但在一般道路上的目的地資訊性標誌上，白色標誌上會使用「NAR D」；藍色標誌的則會使用「NAR DB」的字體。
羅馬字母及數字的字體（以首都高速道路為例）
基本上使用「Vialog Medium」字體。但在【高速神奈川1號橫羽線】路線標誌上的「K1」，當中的「1」字是特製字體；在【高速埼玉】各路線標誌上的「S」字則使用上「RotisSemiSans Extra Bold」75號字體。

## 標誌種類
以下的說明內容乃2012年4月公佈資料，括號內是該個標誌的編號，「專屬道」指汽車專屬道路。

### 正式標誌

#### 資訊性標誌
指一些在地名及道路交匯處等向駕駛者提供目的地資訊的標誌。這些標誌一般由國土交通省管轄的道路管理機構（國土交通省、東日本高速道路、中日本高速道路、西日本高速道路、各都道府縣及市町村等）所設置，基本上來說在一般道路上的標誌是藍底白字，在專屬道上的標誌是綠底白字。最近在一些東西走向的高速道路上，因應日落時的背光而引致可閱性下降的因素，開始採用文字及圖案部份改作透明，以讓太陽光透射的應對背光設計的標誌。
- 市町村 (101)・都府縣 (102)：在各市町村及都府縣邊界設置，用以告知前方將進入該市町村及都府縣的名稱（包括該個都府縣及市町村的徽號）。
- 入口方向 (103)：在一般道路上指示專屬道入口（IC）的方向。
- 入口預告 (104)：在一般道路上指示專屬道入口（IC）的方向及距離。
- 方向、指向及距離 (105)：在一般道路的道路交匯處前，指示各方向的國道、都道府縣道號碼及主要地點之間的尚餘距離。
- 方向及距離 (106)：在一般道路上指示沿着該行車方向的道路前進，到達指定國道、都道府縣道號碼及主要地點的尚餘距離。在專屬道上則會指示與接下兩個出口（只限高速公路）或主要地點的尚餘距離。
- 方向及車道 (107)：在多車道的道路上，指示正使用車道的方向及車道的種類（走行車道、超車車道、上坡車道等）。
- 方向及指向預告 (108)・方向及指向 (108-2)・方向、指向及道路通稱預告 (108-3)・方向、指向及道路通稱 (108-4)：在一般道路的道路交匯處前（預告標誌設於較前位置，並在標誌下方標示尚餘距離），以圖案表示前方道路交匯處形狀，並附以箭咀及各條國道・都道府縣道號碼、指示出各主要地點。在前方的道路交匯處左右走向的道路如有通稱的話，其通稱將會顯示 (108-3・4)。在專屬道上 (108-2)則主要以指示下一個出口各支路的位置及前往的主要地點等。
- 出口預告 (109)：在高速公路上約在下一個出口（IC）・交匯處（JCT）的2公里前，指示下一個出口・交匯處的名稱及尚餘距離。
- 方向及出口預告 (110)・方向、車道及出口預告 (111)・方向及出口 (112)：在專屬道上下一個出口前方（高速公路則在約1公里前及約500米前；都市高速道路則約700米前及在出口處 (112)）設置，指示若在下一個出口離開將可前往的主要地點及與出口處的尚餘距離。如遇上車道減少的話 (111)，標誌將會設於該車道的上方，以一個向下箭咀形式指示出該車道將會是直接前往出口處的車道。
- 出口 (113)：在專屬道上出口處的分歧處設置，指示該個出口的名稱及位置。
- 著名地點 (114)・主要地點 (114-2)：在著名及主要地點（河流・湖泊・車站・公園等）設置，指示其名稱。若該個地點就在旁的話，會以箭咀附上尚餘距離。
- 收費廣場 (115)：在收費道路的主線收費廣場前設置，指示收費廣場的設立及尚餘距離。
- 服務區預告 (116)・服務區 (116-2)：在專屬道上的服務區或停泊區前（停泊區的預告標誌設於約1公里前及約500米前；服務區則再多一個標誌於約2公里前）設置，指示該區名稱及區內設備（以圖案表示）及尚餘距離。
- 緊急電話 (116-2)：在專屬道上的緊急電話前，或在其上方指示緊急電話所在。
- 避車處 (116-3)：在一般道路上的避車處前設置，指示避車處的所在。
- 緊急停車帶 (116-4)：在專屬道上的緊急停車帶前，或在其上方指示緊急停車帶的所在。
- 停車場 (117)：在一般道路上的停車場前，又或在專屬道上的進入服務區‧停泊區的分歧處的分離帶上設置，指示停車場或區域的所在。要注意的是在一般道路上使用的「停車場」標誌其實與強制性標誌中的「可以泊車」使用同一個標誌。
- 上坡車道 (117-2)：在上坡車道前（預告標誌設於較前位置，並標示尚餘距離）設置，指示上坡車道的所在。
- 國道號碼 (118)・都道府縣道路號碼 (118-2)：在一般國道・都道府縣道路上設置，指示行走中的道路的國道・都道府縣道路號碼。此外，在十字路口設置的號碼標誌除號碼外更會指示指向及配上顏色（國道為紅色、主要地方道路為綠色、其他都道府縣道路為黃色）以資識別。
- 超逾總重量限制指定道路 (118-3)：在超逾總重量限制指定道路上設置，指示出此道路為超逾總重量限制指定道路。
- 超逾高度限制指定道路 (118-4)：在超逾高度限制指定道路上設置，指示出此道路為超逾高度限制指定道路。
- 道路通稱 (119)[6]：在一般道路的道路交匯處上，又或在擁有通稱的道路上設置，指示出其通稱。或者在都市高速道路上設置，指示正行走中的道路的通稱。
- 繞道 (120)：在不准駛入的地點前（預告標誌設於較前位置）設置，指示繞道的方向又或附近地圖。
- 升降機 (121)・電動扶梯 (122)・斜道 (123)・巴士站 (124)・路面車站 (125)・公共廁所 (126)：在各樣的設施前設置，指示其所在。若該個地點就在旁的話，會以箭咀附上尚餘距離。

市町村（101）
都府縣（102-A）
都府縣（102-B）
入口方向（103-A）
入口方向（103-B）
入口預告（104）
方向、指向及距離（105-A）
方向、指向及距離（105-B）
方向、指向及距離（105-C）
方向及距離（106-A）
方向及距離（106-B）
方向及距離（106-C）
方向及車道（107-A）
方向及車道（107-B）
方向及指向預告（108-A）
方向及指向預告（108-B）
方向及指向預告（108-B）
方向及指向（108-2-A）
方向及指向（108-2-B）
方向及指向（108-2-B）
方向及指向（108-2-C）
方向及指向（108-2-D）
方向及指向（108-2-E）
方向、指向及道路通稱預告（108-3）
方向、指向及道路通稱（108-4）
出口預告（109）
方向及出口預告（110-A）
方向及出口預告（110-B）
方向、車道及出口預告（111-A）
方向、車道及出口預告（111-B）
方向及出口（112-A）
方向及出口（112-B）
出口（113-A）
出口（113-B）
著名地點（114-A）
著名地點（114-A）
著名地點（114-B）
著名地點（114-C）
主要地點（114-2-A）
主要地點（114-2-B）
收費廣場（115）
服務區・停泊區預告（116-A）
服務區・停泊區預告（116-A）
服務區・停泊區預告（116-B）
服務區・停泊區（116-2-A）
服務區・停泊區（116-2-A）
服務區・停泊區（116-2-B）
緊急電話（116-2）
避車處（116-3）
緊急停車帶（116-4）
停車場（117-A）
停車場（117-B）
上坡車道（117-2-A）
上坡車道（117-2-B）
國道號碼（118-A）
國道號碼（118-B）
國道號碼（118-C）
都道府縣道路號碼（118-2-A）
都道府縣道路號碼（118-2-B）
都道府縣道路號碼（118-2-B） 主要地方道路
都道府縣道路號碼（118-2-C）
都道府縣道路號碼（118-2-C） 主要地方道路
超逾重量限制指定道路（118-3-A）
超逾重量限制指定道（118-3-B）
超逾高度限度指定道路（118-4-A）
超逾高度限度指定道路（118-4-B）
超逾高度限度指定道路（118-4-C）
超逾高度限度指定道路（118-4-D）
118-3-A與4-A的合併版本
118-3-B與4-B的合併版本
道路通稱（119-A）
道路通稱（119-B）
道路通稱（119-C）
道路通稱（119-D）
繞道（120-A）
繞道（120-B）
升降機（121-A）
升降機（121-B）
升降機（121-C）
電動扶梯（122-A）
電動扶梯（122-B）
電動扶梯（122-C）
斜道（123-A）
斜道（123-B）
斜道（123-C）
巴士站（124-A）
巴士站（124-B）
巴士站（124-C）
路面車站（125-A）
路面車站（125-B）
路面車站（125-C）
公共廁所（126-A）
公共廁所（126-B）
公共廁所（126-C）

#### 警告性標誌
指一些作事前警告的交通標誌。這些標誌由國土交通省管轄的相關道路管理機構所設置，通常使用黃色底色配上黑色標記的菱形標誌。尺寸為其中一邊長約45厘米。
- 道路交匯處 (201)：在道路交匯處前設置，提醒前方有如圖所示形狀的十字路口。
- 迴旋處 (201-2)：在迴旋處前設置，提醒前方有迴旋處。
- 急彎 (202)・直角彎 (203)・背向急彎 (204)・背向直角彎 (205)・連續急彎 (206)：在彎位前設置，提醒前方有如圖所示的彎位。除此之外，也有一些因應特殊彎位而設的標誌。
- 鐵路平交道 (207)・學校・幼稚園・托兒所等 (208)・交通燈 (208-2)：在各樣的設施前設置，提醒前方有如圖所示的設施存在。
  - 「鐵路平交道」標誌曾經使用一台蒸汽火車頭的圖案，但自1986年陸續更改為使用電氣化火車的圖案。但截至2011年為止，仍然有某些平交道繼續使用舊式蒸汽火車頭圖案的標誌，主要以非電氣化鐵路區間比較多。部份非電氣化路線的平交道，會使用新式電氣化火車的圖案，但省去集電弓的版本。
  - 並非所有設有交通燈的道路交匯處的前方都一定設有「交通燈」標誌，此標誌多數設於一些急彎、隧道、坡道等視線受阻的路段。有時也會在「交通燈」標誌下加上尚餘距離（如『前方100米』）的輔助標誌。
- 容易打滑 (209)・有下墮石塊危險 (209-2)・路面不平 (209-3)・道路匯合 (210)・車道減少 (211)・道路收窄 (212)・雙向行車 (212-2)・陡峭上坡道 (212の3)・陡峭下坡道 (212-4)・道路工程進行中 (213)・注意側風 (214)・有動物跳出危險 (214-2)：在各特別路段前設置，提醒前方有如圖所示的障礙又或道路環境的變化。
  - 「道路工程進行中」標誌是提醒前方有道路工程進行中，曾經只使用繪上一個鋤頭的圖案。
  - 「有下墮石塊危險」標誌設有從道路左側或從道路右側下墮石塊的版本。但標誌中圖案顯示為懸崖的一邊並不一定和真實一樣。
  - 「陡峭上坡道／下坡道」標誌中，顯示坡道傾斜度的百分比，是指每前進100米的就上昇／下降多少米。例如「5%」即表示每前進100米坡道就上昇／下降5米。
  - 「有動物跳出危險」標誌中原則上只會繪畫鹿隻的圖案，但實際上除鹿隻外，還有狐狸、兔、猴子、箭豬等因應不同地方會出現的物種而作出的不同版本。[7]。
- 其他危險 (215)：遇上沒有符合上述任何一項警告性標誌的情況，則會在有發生危險機會的路段前設置此標誌及一個輔助標誌，提醒前方有輔助標誌上提及的危險發生。若該危險顯而易見的話，則可能未必會附有輔助標誌。基本上是使用「！」圖案，但也有其他不同類型的圖案版本。

十字型道路交匯處 (201-A)
卜型道路交匯處 (201-B)
┥型道路交匯處 (201-B)
Ｔ型道路交匯處 (201-C)
Ｙ型道路交匯處 (201-D)
迴旋處 (201-2)
右方急彎 (202)
左方急彎 (202)
右方直角彎 (203)
左方直角彎 (203)
右方背向急彎 (204)
左方背向急彎 (204)
右方背向直角彎 (205)
左方背向直角彎 (205)
右方連續急彎 (206)
左方連續急彎 (206)
鐵路平交道 (207-A) 舊款
鐵路平交道 (207-B) 新款
學校、幼稚園、托兒所 (208)
交通燈 (208)
容易打滑 (209)
有下墮石塊危險 (209-2)
路面不平 (209-3)
道路匯合 (210)
車道減少 (211)
道路收窄 (212)
雙向行車 (212-2)
陡峭上坡道 (212-3)
陡峭下坡道 (212-4)
道路工程進行中 (213)
注意側風 (214)
有動物跳出危險 (214-2)
有動物跳出危險（猴子） (214-2)
有動物跳出危險（狐狸） (214-2)
有動物跳出危險（兔） (214-2)
其他危險 (215)

#### 強制性標誌
指一些禁止或規範某些行動的標誌。這些標誌由警察廳管轄下的各都道府縣的公安委員會設置，標誌多數呈圓形，禁制事項以紅邊藍字；規範事項以藍底白字標示。這類圓形標誌的直徑規定為50厘米，紅色邊框的厚度為8厘米，如當中有紅色對角線的話則必須呈45度及厚度4厘米。有時候會伴隨着輔助標誌一併使用，以表示部份車種又或時間等詳細限制。
- 不准駛入 (301)：在不准駛入路段的入口設置，表示這段道路不准駛入。
- 不准車輛駛入 (302)：在不准車輛駛入路段的入口設置，表示這段道路不准車輛駛入。
- 禁止進入 (303)：在單程路的出口或禁止進入路段的入口設置，表示這段道路（以標誌面向的方向）禁止車輛進入。
  - 為確保從多個方向都能閱讀，本標誌有時或會向橫延伸作筒狀形式竪立。
- 不准電單車以外的車輛駛入 (304)・不准大型貨車等駛入 (305)・不准超逾指定最大載貨量的貨車等駛入 (305-2)・不准大型客車等駛入 (306)・不准電單車、電動單車駛入 (307)・不准單車以外輕型車輛駛入 (308)・不准單車駛入 (309)・不准車輛駛入（汽車及電單車） (310)：在不准駛入路段的入口設置，表示這段道路不准如圖所示的車輛類型駛入。隨着日本法律再細分中中型車輛，「不准大型貨車駛入」和「不准大型客車駛入」等的現存標誌都改成了「不准大型貨車等駛入」和「不准大型客車等駛入」的寫法。這樣一來，這些標誌的禁止對象就包括了中型貨車及中型客車（不論標誌上的車輛圖案、限制最大載貨量的車輛種類以及載貨量如何等都適用）。
- 禁止二人同乘電單車 (310-2)：在指定地點、範圍設置，表示禁止二人同乘大型電單車及普通電單車。
  - 此標誌曾於1978年廢除，但自從2005年4月起駛經高速公路及專屬道的大型電單車及普通電單車對二人同乘的解禁而重新使用。
- 除指定方向外不准駛入 (311)：在交匯處前方設置，表示這段道路不准指定方向以外的行車方向。
- 禁止車輛橫過 (312)：在指定地點設置，表示禁止車輛橫過（如因前往道路右側的地方而切入對面車道橫過等情況）。
- 禁止掉頭 (313)：在指定地點、範圍設置，表示禁止車輛掉頭（U-Turn）。
- 禁止從右邊超越前車 (314)・禁止超車 (314-2)：在指定範圍設置，表示禁止因超越前車而超出道路中線。屬輔助標誌的「禁止超車」 (314-2)則表示即使超車不會超出道路中線，仍然禁止超越前車。
  - 如 (314)沒附有「禁止超車」的輔助標誌則沒有「禁止超車」的含意。
- 禁止停車 (315)：在指定地點、範圍設置，表示除因交通擠塞或短暫停車等非不得已的原因外，禁止一切在這段道路上的停車及停車。通常在標誌上方，又或附以輔助標誌來表示本標誌生效時間。
- 禁止停車 (316)・停車留空 (317)：在指定地點、範圍設置，表示除標明的例外情況外，不准一切停車。通常在標誌上方，又或附以輔助標誌來表示本標誌生效時間。如果標誌以輔助標誌形式一併表示「停車留空」 (317)的話，即表示如停車後右方留空的空間少於標誌所示的闊度的話，即停車亦屬違例。
- 時間限制停車範圍 (318)：在停車範圍設置，表示在指定時間帶內，停車在指定地點內（停車收費碼錶、停車票等形式的街上停車位）的停車是被允許。
- 不准危險品車輛駛入 (319)：在不准載有危險品車輛駛入路段的入口設置、表示這段道路不准載有危險品（火藥類、爆炸物、劇毒物等）的車輛駛入。這種限制多數出現於海底‧水底隧道又或較長的陸上隧道[8]。
- 重量限制 (320)・高度限制 (321)・闊度限制 (322)：在不准此類車輛駛入路段的入口設置，表示這段道路不准超逾指定重量 (320)・高度 (321)・闊度 (322)的車輛駛入。
  - 此標誌對車輛的各樣限制同時適用於載客車輛及載貨車輛。
- 最高速度 (323)・特定種類車輛的最高速度 (323-2)：在指定地點、範圍設置，表示對車輛（或根據伴隨的輔助標誌來指明對特定車種的限制 (323-2)）的最高速度實施限制（如速度限制高於當局對電動單車實施的法定最高速度，則須繼續遵守法定最高速度）。
  - 「最高速度」曾附以「高・中速車」的輔助標誌出現，但現在已所餘無幾，幾近停用。
- 最低速度 (324)：在指定地點、範圍設置，表示除因交通擠塞或短暫停車等非不得已的原因外，對車輛（或根據伴隨的輔助標誌來指明對特定車種的限制）的最低速度實施限制。
- 汽車專用 (325)・單車專用 (325-2)・單車及行人專用 (325-3)・行人專用 (325-4)：在各種專用道路的入口處設置，表示這段道路只限指定車輛又或只限行人專用。
  - 「單車及行人專用」大多設置於行人路上，這樣一來一般的單車亦可於行人路上通過。
- 單程路 (326)・單車單程路 (326-2)：在指定地點、範圍設置，表示對車輛（或根據伴隨的輔助標誌規定，指明輕型車輛除外或者單程路的生效時間等）的行車方向作出指明。
- 車輛駛入分類 (327)・特定類型車輛駛入分類 (327-2)・附牽引物車輛駛入高速公路分類[9] (327-3)・專用車道 (327-4)・一般單車專用車道 (327-4-2)・巴士等優先車道 (327-5)・附牽引物車輛的優先車道[9](327-6)：在多線車道的道路上設置於指定範圍，表示某車道讓特定車種優先使用 (327・327-2・327-3・327-6)，又或某車道只供特定車種使用 (327-4・327-4-2)，又或指定必須讓巴士優先使用的車道 (327-5)。
- 車道行車方向分類 (327-7)：在道路交匯處前設置，表示通過道路交匯處後該車道的指定行車方向。
- 電動單車的右轉方法（兩段式右轉）(327-8)・電動單車的右轉方法（正常右轉）(327-9)：在道路交匯處前又或在交匯處內設置，指定在交匯處內電動單車的右轉方法（又或規定以某種右轉方法）。
- 縱向停車（S位） (327-10)・橫向停車（L位） (327-11)・斜向停車 (327-12):表示必須在路旁或分離帶的側邊，依據標誌所示的方向停車。
  - 此標誌曾於1963年廢除，但從2008年8月1日起被重新使用。
- 必須響號 (328)・響號範圍 (328-2)：在指定地點設置，提醒此處必須響號。若伴隨輔助標誌（範圍）又或（響號範圍） (328-2)的話，則表示在此範圍內但凡經過一些視線所阻部份必須響號提醒。
- 慢駛 (329)・前方道路優先 (329-2)：在指定地點設置，表示此處必須慢駛。若伴隨輔助標誌「前方道路優先」 (329-2)的話，則表示因前方道路擁有優先路權，因此必須慢駛。
  - 現時規定此標誌的形狀必須是倒三角形（▽），但在日本昭和時代（1926年至1989年）期間曾有一段時間以一個圓形標誌內的直列文字表示。
- 停車 (330)：在指定地點設置，表示必須在停車線前（又或交通燈前）暫作停車。
  - 曾有伴隨着輔助標誌「前方道路優先」 (330-2)，以表示因前方道路擁有優先路權而必須暫作停車的版本，但此版本已於2008年被廢除，一律統一為現時的停車 (330)版本。
- 行人止步 (331)：在禁止進入的路段入口設置，表示這段道路禁止行人通過。
- 禁止行人橫過 (332)：在指定地點或範圍設置，表示禁止行人橫過這段道路。
  - 本標誌一般都會在道路兩側分別竪立。

不准駛入 (301)
不准車輛駛入 (302)
禁止進入 (303)
不准電單車以外的車輛駛入 (304)
不准大型貨車等駛入 (305)
不准大型客車等駛入 (306)
不准電單車・電動單車駛入 (307)
不准單車以外輕型車輛駛入 (308)
不准單車駛入 (309)
不准車輛駛入（汽車及電單車） (310)
禁止二人同乘電單車 (310-2)
除指定方向外不准駛入 (311-A)
除指定方向外不准駛入 (311-B)
除指定方向外不准駛入 (311-C)
除指定方向外不准駛入 (311-D)
除指定方向外不准駛入 (311-E)
除指定方向外不准駛入 (311-F)
禁止車輛橫過 (312)
禁止掉頭 (313)
禁止從右邊超越前車 (314)
禁止停車 (315)
禁止泊車 (316)
時間限制泊車範圍 (318)
不准危險品車輛駛入 (319)
重量限制 (320)
高度限制 (321)
闊度限制 (322)
最高速度 (323)
最低速度 (324)
汽車專用 (325)
單車專用 (325の2)
單車及行人專用 (325-3)
行人專用 (325-4)
單程路 (326)
單程路 (326-B)
單車單程路 (326-2-A)
單車單程路 (326-2-B)
車輛駛入分類 (327)
特定類型車輛駛入分類 (327-2)
附牽引物車輛駛入高速公路分類 (327-3)
專用車道 (327-4)
巴士等優先車道 (327-5)
附牽引物車輛的優先車道 (327-6)
車道行車方向分類 (327-7-A)
車道行車方向分類 (327-7-B)
車道行車方向分類 (327-7-C)
車道行車方向分類 (327-7-D)
電動單車的右轉方法（兩段式右轉） (327-8)
電動單車的右轉方法（正常右轉） (327-9)
縱向停車 (327-10)
橫向停車 (327-11)
斜向停車 (327-12)
按鳴喇叭 (328)
慢行 (329)
停車 (330)
行人止步 (331)
禁止行人通行 (332)

#### 指示性標誌
指一些許可、命令又或行人過路處等道路上的設施。這些標誌由警察廳管轄的公安委員会所設置，多數為藍底白色圖案的四角形標誌，而每邊長度為60厘米。
- 可並行 (401)・可於軌道範圍內通過 (402)・可泊車 (403)・可停車 (404)：在許可的地方或範圍設置，表示這段道路容許如圖所示的形式通過 (401・402)、泊車 (403)或停車 (404)。
- 附有高齡駕駛者等徽章的車輛可泊車 (402-2)・附有高齡駕駛者等徽章的車輛可停車 (403-2)：在許可的地方或範圍設置，表示這段道路容許附有高齡駕駛者等徽章的車輛泊車 (402-2)或停車 (403-2)。
- 優先路權 (405)：在指定範圍等設置，表示正行駛的道路有優先路權。
- 道路中線 (406)：在路面上不設中線的道路中央上設置，指出箭咀下即為道路中線。
- 停車線 (406-2)：在冬季時或會因積雪而導致停車線被遮蔽的交匯處前設置，表示停車線就在標誌竪立的位置。
- 行人過路處 (407)・單車過路處 (407-2)・行人及單車過路處 (407-3)：在行人行人過路處及單車過路處前又或上方設置，表示行人過路處及單車過路處所在。
- 安全島 (408)：在路中的安全島又或路面電車的路上停車站設置，表示安全島的所在
- 規則預告 (409)：在強制性標誌生效前的一定距離前設置，表示前方將要實行的規則、其規則內容及尚餘距離又或繞道資訊等。

可並行 (401)
可於軌道範圍內通過 (402)
可泊車 (403)
可停車 (404)
優先道權 (405)
道路中線 (406)
停車線 (406-2)
行人過路處 (407-A)
行人過路處 (407-B)
單車過路處 (407-2)
行人及單車過路處 (407-3)
安全島 (408)
規則預告 (409-A)
規則預告 (409-B)

### 輔助標誌
指一些輔助正式標誌的標誌，多數是一個呈長方形，以白底黑字（包括貨車及巴士圖案）或紅箭咀的方式出現。這種輔助標誌如伴隨資訊性標誌時長度為80厘米；伴隨警告性標誌時長度為40厘米；伴隨強規性・指示性標誌是長度為60厘米（一部份都道府縣才採用40厘米）。若須同時使用漢字及平假名的話，則平假名會略為縮小遷就。
- 尚餘距離・範圍 (501)：作資訊性・警告性・強制性・指示性標誌的輔助，表示該些標誌生效的尚餘距離及範圍（如「前方100米」「此處起50米內」「市內所有地方」等）。
- 星期・時間 (502)：作強制性及指示性標誌的輔助，表示該些標誌生效日及時間（如「星期日及假日除外」「8時至20時」等）。
- 車輛種類 (503)：作強制性及指示性標誌的輔助，表示對該些標誌有效的車種。如（或以又或貨車及巴士的圖案形式出現）就包括大型車輛、指定中型車輛及大型特殊車輛；（或以又或貨車圖案形式出現）就包括大型貨車、指定中型貨車及大型特殊車輛；則包括附有高齡駕駛者徽章的車輛。
  - 留意自2012年起「輕型車輛」、「單車」的單獨圖案又或混合圖案的使用幾近絕迹。
- 停車留空 (504)：作強制性標誌中「停車留空」 (317)的輔助 ，表示右邊須要留出的空間的闊度。
- 泊車時間限制 (504-2)：作強制性標誌中的「時間限制泊車範圍」 (318)的輔助，表示只可泊車至停車收費碼錶或停車票所示時間為止。
- 開始 (505)：作強制性及指示性標誌的輔助，表示該些標誌開始生效的地點。有以→（向右箭咀）或以文字「（由此開始）」的版本。
- 範圍內 (506)・地帶內 (506-2)：作強制性及指示性標誌的輔助，表示該些標誌生效的範圍及地帶。有以左右方向的箭咀版本或以文字「（地帶內）」。自1992年的修訂後，大部份的「（範圍內）」都被省掉[10]。
- 終止 (507)：作強制性及指示性標誌的輔助，表示該些標誌終止生效的地點。有以←（向左箭咀）或以文字「（到此為止）」的版本，又或者呈圓形的標誌內以白底藍色幼框加上一條幾乎接近垂直的藍色粗線來表示。但近年的標誌都以文字版本的「（到此為止）」比較多。
- 通學路段 (508)：作警告性標誌中的「學校、幼稚園、托兒所 (208)」的輔助。有時還會伴隨一些各自治體獨自的標誌一併使用。
- 禁止超車 (508-2)：作強制性標誌中的「禁止超車 (314)」的輔助。
- 前方道路優先 (509)：作強制制標誌中的「前方道路優先 (329-2)」及「前方道路優先・停車 (330)」的輔助。
- 注意平交道 (509-2)・注意側風 (509-3)・注意動物 (509-4)：作該警告性標誌的輔助。
- 注意 (509-5)：作警告性標誌中的「其他危險」的輔助。
- 注意事項 (510)：作警告性標誌的輔助。
- 規則理由 (510-2)：作強制性及指示性標誌中的「規則預告」的輔助。
- 方向 (511)・地名 (512)・起點 (513)・終點 (514)：作資訊性標誌的輔助。

尚餘距離・範圍 (501) 「此處起50米內」
星期・時間 (502) 「星期日及假日除外」
車輛種類 (503-A) 「大型貨車等」
車輛種類 (503-B) 「貨車」
車輛種類 (503-C) 「最大載重量超逾3噸以上的貨車」
車輛種類 (503-D) 「標章車專用」
停車留空 (504) 「停車留空6米」
泊車時間限制 (504-2) 「直至停車收費碼錶所示時間為止」
開始 (505-A)
開始 (505-B)
開始 (505-C)
範圍內 (506)
地帶內 (506-2)
終止 (507-A)
終止 (507-B)
終止 (507-C)
終止 (507-D)
通學路段 (508)
禁止超車 (508-2)
前方道路優先 (509)
注意平交道 (509-2)
注意側風 (509-3)
注意動物 (509-4)
注意 (509-5)
注意事項 (510) 「安全速度 時速30公里」
注意事項 (510) 「路肩狹窄」
規則理由 (510-2) 「防止嘈音範圍」
方向 (511)
規則理由 (512) 「小諸市本町」
起點 (513)
終點 (514)

## 歷史
請參照資訊性標誌式樣的變遷 （页面存档备份，存于）及道路標誌歷史（變遷） （页面存档备份，存于）網站。（※皆為日語網站）
- 1899年6月 - 警視廳通傳了制札制文令，適用範圍僅東京府。
- 1922年11月9日 - 實行《有關於道路警告標誌及道路方向標誌事宜》[11]，此為道路標誌（當時稱作『道路方向標、道路警戒標』）系統的雛型。
- 1942年5月13日 - 實行《道路標誌令》，廢除《有關於道路警告標誌及道路方向標誌事宜》[12]。在此之前，所在當時的警戒標及方向標以外的道路標誌因各府縣不同而有不同的位置、形狀及顏色。實施《道路標誌令》後由各地警察署適宜地設置並進行了統一[13]。
- 1950年3月31日 - 修訂《道路標誌令》[14]，日本的道路標誌基礎基本完成。當時的「方向及尚餘距離」等的資訊性標誌，是採用白底配以紅箭咀及黑色文字，與現時的標準截然不同。
- 1960年5月10日 - 增加了資訊性標誌中「國道號碼」[15]。
- 1960年12月20日 - 實行《標誌令》（有關交通標誌、劃線及道路標示的指令），廢除《道路標誌令》[16]。
- 1962年1月30日 - 在資訊性標誌內增加了「方向及走向」、「街路名稱」。伴隨「方向及走向」的增加，首次引入藍底白色箭咀及文字的版本。但當時的箭咀形狀與現時不同，羅馬字也採用了當時的白色路牌字型[17]。
- 1963年7月14日 - 實施了交通標誌的大模模修訂，同時新設了高速公路等的標誌[18]。大部份的交通標誌自此變成現行的款式。
- 1971年12月1日 - 資訊性標誌大幅更改設計，亦同時增加了「都道府縣道路號碼」標誌。而「方向及尚餘距離」及「方向及指向」等部份標誌則從本來的白色底色，統一至以藍色為底色寫上白色文字的款式，同時亦廢除了在資訊性標誌上加上羅馬字的做法[19]。
- 1970年代 - 把資訊性標誌的較深藍色的底色改成現時較為奪目一點的鮮藍色。
- 1978年7月30日 - 沖繩縣的車輛行車方向改為與日本全國統一的左方行車（當地稱『7.30』日），部份標誌因此而改在道路左邊竪立。

- 1986年10月25日 - 再次在資訊性標誌上加上羅馬字[20]，而且資訊性標誌及輔助標誌上的字型也從過往的手寫式改為印刷式字體。日語採用NAR字體[21]；而英數字等則採用Helvetica字體。
- 1992年11月1日 - 在指示性標誌裏新增「行人過路處」及「單車過路處」，以及導入了車輛種類標誌（如貨車、巴士等圖案）、「開始」及「終止」等的文字標誌（「由此開始」及「到此為止」）[22]。除某部份的都道府縣外，同日開始亦實施了輔助標誌的大型化。
- 1997年10月30日 - 在強制性標誌裏新增「特定類型車輛駛入分類」、「附牽引物車輛駛入高速公路分類」及「附牽引物車輛的優先車道」[23]。
- 1998年4月1日 - 在資訊性標誌裏新增「超逾重量限制指定道路」標誌[24]。
- 2000年11月15日 - 在資訊性標誌裏新增「升降機」、「電動扶梯」、「斜道」、「巴士站」、「路面車站」、「公共廁所」[25]。
- 2008年8月1日 - 廢除強制性標誌裏的「前方道路優先・停車」（統一改為「停車」），及新增了「縱向泊車」、「橫向泊車」、「斜向泊車」及在輔助標誌裏新增「泊車時間限制」。另外，修改在高速公路等以外道路上用以標示尚餘距離的「千米」符號，由「Km」改為「km」（即開首的K字改為小寫字母）；以及修改用以提示與前方交通燈尚餘距離的輔助標誌，由「○m」改為（前方○米）[26]。
- 2010年4月19日 - 在指示性標誌裏新增「附有高齡駕駛者等徽章的車輛可泊車」、「附有高齡駕駛者等徽章的車輛可停車」以及在輔助標誌中的「車輛種類」中加設（附有高齡駕駛者徽章的車輛）[27]。
- 2010年12月17日 - 在強制性標誌裏新增「一般單車專用車道」[28]。
- 2011年9月12日 - 在強制性標誌裏新增「單車單程路」[29]。

## 其他
- 在駕駛學校學習時一般都會派發的教程《交通的教則》及《明白了！學懂交通課本》中，並沒有記載上述「市町村」、「都府縣」、「著名地點」、「主要地點」、「超逾重量限制指定道路」、「超逾高度限制指定道路」、「起點」、「終點」等部份標誌。

## 外部連結
- 交通標誌（國土交通省道路局） （页面存档备份，存于）（日語）
- 交通標誌百科 （页面存档备份，存于）（株式會社KICTEC網站內）（日語）
- 交通標誌歷史變遷 （页面存档备份，存于）（株式會社KICTEC網站內）（日語）
- 交通標誌及反光製品 （页面存档备份，存于）（國策共榮株式會社網站內）（日語）